# Нас водила молодість...
«Нас водила молодість…» — радянський трисерійний телефільм 1986 року, знятий режисером Євгеном Шерстобітовим на Кіностудії ім. О. Довженка.

## Сюжет
Телесеріал за мотивами повістей Григорія Мірошниченка «Юнармія» та «Іменем революції». Про хлопців із робітничого селища Невинка, які створили бойовий загін на допомогу Червоній Армії. Дія відбувається у роки Громадянської війни на Кубані.

## У ролях
- Дмитро Праченко — Гаврик Дяченко, юнармієць
- Олександр Степанов — Гриша Мірошниченко, юнармієць
- Борис Руднєв — Юрій Петрович Кримов, заступник начальника контррозвідки білих
- Олена Ставицька — Наталія Шебурова, дружина командира полку Шебурова
- Станіслав Малганов — Дмитро Безгубенко, більшовик, начальник спеціального відділу полку
- Олександр Іванов — Санька Злий, довірена особа Кримова
- Олег Щербина — Васька Костінов, юнармієць
- Андрій Волохов — Сашко Чалий, юнармієць
- Олександр Калюжний — Пашка Бочкарьов, юнармієць
- Ігор Кулик — Мішка Архонік, юнармієць
- Олег Кропот — Ванька «Іван Васильович», юнармієць
- Олександр Обод — Андрій Беленець, юнармієць
- Олена Ковальчук — Луша Литвиненко, зв'язкова підпільників та юнармійців
- Марія Баленко — Ніночка Шебурова, дочка командира полку
- Анатолій Котенєв — Олексій Сергійович Шебуров, командир полку
- Анатолій Юрченко — Тарас Ілліч Литвиненко, більшовик, комісар
- Павло Мухотін — Сергій Ахтубов, льотчик Червоної Армії
- Юрій Маляров — Іван Пеліпенко, командир бригади
- Володимир Нікітін — Петро Саббутін, начальник артилерійського дивізіону
- Валентин Грудинін — Ілля Федорович, більшовик-підпільник
- Віктор Яников — Прохоров, білокозак, який співчуває червоним
- Юрій Дедович — Вінницький, командир Червоної Армії
- Андрій Подубинський — Стрепетов, військспец
- Віктор Терехов — Олександр Пилипович Дяченко, батько Гаврика
- С. Орлов — Дзюба
- Сергій Полежаєв — Максимович, полковник, начальник контррозвідки білих
- Олександр Чернявський — осавул Вітковський
- Георгій Дворников — Микола Трубоченко, командир роти
- Галина Самохіна — Серафима Никанорівна
- Ніна Кобеляцька — Тарасенко, підпільниця
- Валерій Панарін — Петро, більшовик
- Микола Малашенко — Василь Малашенко / солдат
- Віктор Степаненко — Савелій, підпільник
- Леонід Данчишин — Бондар, батько Льошки
- Валерій Свищов — молодший урядник, білокозак
- О. Мащенко — епізод
- Іван Матвєєв — Лукіч
- В. Єгоров — епізод
- Борис Болдиревський — стрілочник
- Дмитро Миргородський — начальник спеціального відділу
- Анатолій Соколовський — епізод
- Олексій Колесник — білий офіцер
- Семен Дашевський — Майєр, фотограф
- Віктор Осадчий — епізод
- В. Омельченко — епізод
- Є. Золотоверхий — епізод
- Юрій Мисенков — напарник Петра, підпільник
- О. Мироненко — епізод
- Н. Придатко — епізод
- Юрій Крітенко — начштабу
- Шамсі Шамсізаде — епізод
- Алі Самедов — Степанов

## Знімальна група
- Режисер — Євген Шерстобітов
- Сценарист — Микола Корнілов
- Оператор — Олександр Чорний
- Композитор — Михайло Бойко
- Художник — Віктор Мигулько